# جاك تشارلز كلاين
جاك تشارلز كلاين هو سياسي كندي، ولد في 13 يوليو 1935، وتوفي في 8 يونيو 2017. حزبياً، نشط في حزب ساسكاتشوان المحافظ التقدمي. وقد انتخب عضو المجلس التشريعي من ساسكاتشوان.